# Маклин, Рошель
Роше́ль ДеА́нна МакЛи́н (англ. Rochelle DeAnna  McLean), в девичестве — Кари́дис (англ. Karidis; 7 октября 1981, США) — американский парикмахер и визажист.

## Биография

### Ранние годы
Рошель ДеАнна Каридис родилась 7 октября 1981 года в США.

### Карьера
Рошель — американский парикмахер и визажист. Работала над фильмами «Население самоубийства» (2008) и «Фамильные драгоценности» (2009), а также над телесериалом «Проект Голливуд» (2010).

### Личная жизнь
С 17 декабря 2011 года Рошель замужем за музыкантом Эй Джеем МакЛин. У супругов есть две дочери — Ава Джеймс МакЛин (род. 27.11.2012) и Лирик Дин МакЛин (род. 19.03.2017).